# De fria konsterna

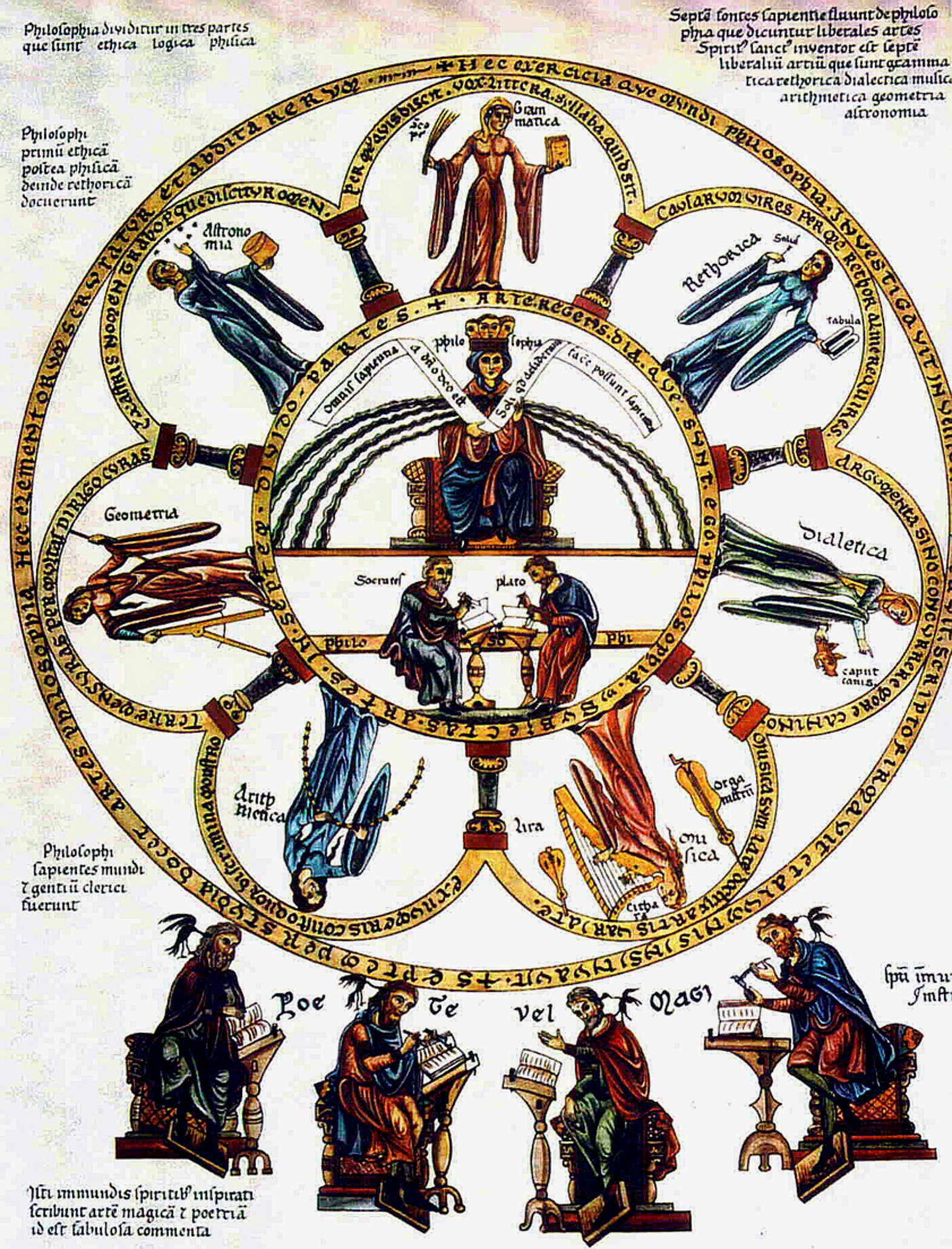
Septem artes liberales ur Hortus deliciarium av Herrad av Landsberg (omkring 1180)

De fria konsterna, i antikens Grekland ἐγκύκλιος παιδεία, på latin artes liberales, är ett västerländskt utbildningskoncept vars rötter går tillbaka till antikens Grekland. Under antiken sågs Hippias från Elis som dess grundare. Under Romerska riket plockades tanken upp av bland annat Seneca den yngre. Namnet hänsyftar till att de fria konsterna anstår en 'fri man'. Under antiken talades det om de fria konsterna i motsats till yrkesinriktade ämnen, artes illiberales – praktiska yrkesutbildningar som slavarna och de fattiga behövde för att klara uppehället. Själva namnet kan således härledas till latinets artes liberales (under medeltiden ibland preciserat till septem artes liberales, de sju fria konsterna), som var viktiga ämnen och färdigheter som lärdes ut vid antikens, medeltidens och renässansen europeiska skolor, akademier och universitet.
Idag är de fria konsterna en typ av universitets- eller högskoleutbildning framförallt vanlig i USA, och som i motsats till rena yrkesutbildningar syftar till att bilda en fri och aktiv samhällsmedborgare. De moderna utbildningarna innehåller ofta studier inom en mängd skilda områden och ämnen, från naturvetenskap till samhällsvetenskap och humaniora. Vid svenska lärosäten går det att läsa kandidatprogram i liberal arts vid Uppsala universitet och vid Göteborgs universitet.

## Medeltiden
I medeltidens skolor förstod man med fria konster de grundläggande ämnena grammatik, dialektik och retorik
(trivium, varav 'trivial'), samt de mer avancerade aritmetik, geometri, musik och astronomi (quadrivium). Ett par gamla minnesverser lyder: Mus. canit, Ar. numerat, Geo. ponderat, Ast. colit astra; Gram. loquitur, Dia. vera docet, Rhe. verba colorat. En kvarleva av den gamla betydelsen finns kvar i uttrycket artium liberalium magister, engelska Master of Arts in Liberal Studies. Fria konster fick under senare tid samma betydelse som sköna konster, särskilt byggnads-, bildhuggar- och målarkonst.
Grammatik, dialektik och retorik ingick i skolans första avdelning, trivium, som sattes högst i betydelsen att den var en förutsättning för de andra studierna. Dessa kretsade alla kring talkonsten – där kunskap uppstod i nuet i och med att de framfördes. Först av allt sattes studiet av grammatiken. Den högre avdelningen, quadrivium, bestod av de övriga ämnena. Quadrivium härleddes ur logiken och innebar kunskap som existerar utan sinnesupplevelser. Indelningen är känd sedan pythagoréerna, men beskrevs mest utförligt först av Seneca.
Dessa discipliner utgjorde den teoretiska grunden för många aktiviteter i samhället, och det var den egenskapen som gjorde dem ”fria” – kunskapen om dem hade ett egenvärde, med deras hjälp kunde annat sättas i ett sammanhang och de aktiviteter som kunde göra anspråk på att använda deras kunskap vann också lite av samma egennyttiga status. Grekerna ansåg emellertid fortfarande konstnärskapet som blott ett hantverk – någon fri konst var det inte tal om.

## Renässansen
De fria konsterna under renässansen är starkt förknippade med enskilda poeter och konstnärer. I en miljö där antiken stod i fokus vann konstnärer och deras verk en oberoende position som åberopade matematik, anatomi och egna iakttagelser som sin grund. I och med att bildkonstnärernas aktiviteter och poeternas litterära verk lästes alltmer självständig från sin sociala kontext, uppnådde det konstnärliga hantverket en högre social status. Både konstverken och konstnärskapen blev i sig, för första gången i historien, det som hamnade i fokus. Det var från och med renässansen som konstnärsbiografier började skrivas och konstverk blev samlarobjekt.

## Friast och renast
Ibland omnämns poesin som den friaste av alla konsterna och musiken som dess renaste uppenbarelseform.